# Aphidius areolatus
Aphidius areolatus är en stekelart som beskrevs av William Harris Ashmead 1906. Aphidius areolatus ingår i släktet Aphidius och familjen bracksteklar. Inga underarter finns listade i Catalogue of Life.